# 李继璙
李继璙，唐朝末年将领，李茂贞的义子，负责驻守鄜州。
天复二年（902年），汴州朱全忠攻打凤翔李茂贞，李茂贞的从弟保大节度使李茂勋帅其众万余人救凤翔，留下李继璙担任保大留后。朱全忠派遣他的部将孔勍、李晖率兵乘虚袭击鄜州、坊州。十一月初十，攻克坊州。十一月十二日，下大雪，汴军冒雪乘夜前进，五更时分，到达鄜州城下。鄜州人没有防备，汴军入城，城中兵尚有八千人，激烈搏斗到午时，鄜州军战败，李继璙被生擒。十二月，李茂勋归降朱全忠。